# Zelotes mkomazi
Zelotes mkomazi FitzPatrick, 2007 è un ragno appartenente alla famiglia Gnaphosidae.

## Etimologia
Il nome della specie deriva dal parco tanzaniano in cui sono stati rinvenuti gli esemplari il 27 novembre 1994: la Mkomazi Game Reserve.

## Caratteristiche
Questa specie appartiene al bastardi group, le cui peculiarità sono: larga base embolare con estensioni retrolaterali ampie e estensioni prolaterali molto ampie; l'apofisi terminale è tronca e l'embolus è ampio, ma corto. Le femmine, invece hanno i dotti laterali dell'epigino allargati e quelli trasversali di forma media.
L'olotipo femminile rinvenuto ha lunghezza totale è di 9,17mm; la lunghezza del cefalotorace è di 4,17mm; e la larghezza è di 2,92mm.

## Distribuzione
La specie è stata reperita nella Tanzania nordorientale: l'olotipo femminile è stato rinvenuto ad est della Junction 29, nel territorio della Mkomazi Game Reserve, appartenente alla regione del Kilimangiaro.

## Tassonomia
Al 2016 non sono note sottospecie e dal 2007 non sono stati esaminati nuovi esemplari.